# Plesita

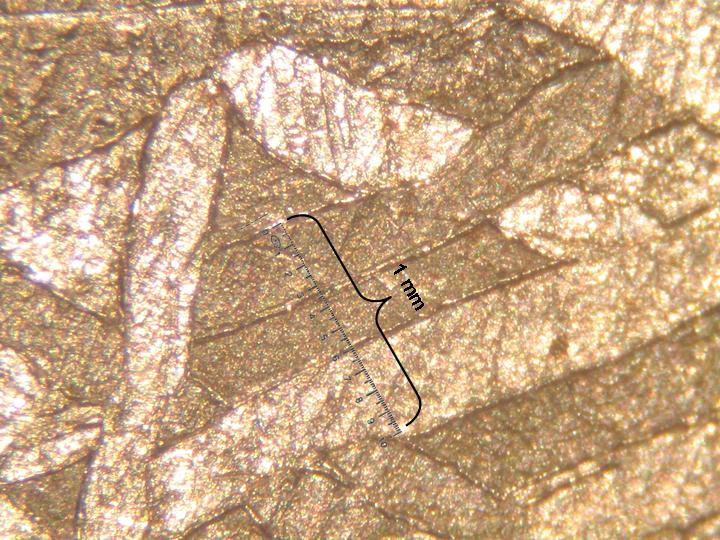
La plesita es el material de "grano fino" que aparece entre las bandas grandes de camacita y taenita. Meteorito metálico de Kaposfüred, Hungary.

 La plesita es una textura de los meteoritos que consiste en una fina mezcla de los minerales camacita y taenita. Se encuentra en los meteoritos metálicos de tipo octahedrita. Se produce entre las bandas grandes de camacita y taenita que forman las líneas de Widmanstätten.
Existen muchos tipos de plesita y varían en el mecanismo de formación y la morfología. 